# 8tracks.com
8tracks.com es un sitio web de redes sociales y radio por Internet que gira en torno al concepto de transmisión de listas de reproducción seleccionadas por el usuario que constan de al menos 8 pistas. Los usuarios crean cuentas gratuitas y pueden navegar por el sitio y escuchar otras mezclas creadas por usuarios, así como crear sus propias mezclas. El sitio también tiene un servicio de suscripción, 8tracks Plus, aunque actualmente solo está disponible para oyentes de Estados Unidos y Canadá.
8tracks es reconocido en la encarnación de 2011 de la lista de los "50 mejores sitios web" de la revista Time. 8tracks también recibió prensa positiva en Wired, CNET, y Business Insider.
Citando dificultades con la financiación y el mantenimiento de los pagos de regalías, 8tracks cesó sus servicios el 31 de diciembre de 2019. Sin embargo, el 19 de abril de 2020, 8tracks se relanzó bajo la nueva propiedad y operación de BackBeat Inc.

## Historia
Una de las influencias importantes de Porter para el proyecto fue Napster, más específicamente su función "Hotlist", que permitía a los usuarios agregar otros usuarios a su "hot list", dándoles en consecuencia acceso a toda la biblioteca de ese usuario. Además, después de haber pasado tres años antes de la escuela de negocios en Londres, Porter estaba fascinado por la naturaleza social de la escena de música electrónica de la ciudad, en la que los DJ ganaban seguidores de culto y aumentaban sus seguidores principalmente a través de referencias de pares. Basándose en estos conceptos, Porter redactó un plan de negocios titulado "Sampled & Sorted", que ahora es el nombre de su blog, y obtuvo cierta atención inicial para el proyecto por parte de empresas de capital de riesgo. Sin embargo, dada su relativa inexperiencia en el mundo empresarial, Porter se unió a Live365, comprendió su modelo de negocio, sus fortalezas y debilidades y pudo refinar su propuesta original. Con el auge de la Web 2.0, Porter finalmente decidió fundar 8tracks en el otoño de 2006 y, después de reunir un equipo preliminar, pudo lanzar el sitio el 8 de agosto de 2008.
En noviembre de 2011, 8tracks hizo su debut en el Android Market y se lanzó con más de 300.000 mezclas. Se requiere un dispositivo Android 2.1 o superior para usar la aplicación, pero las estadísticas de Market revelan más de 10,000 descargas a los pocos días de su lanzamiento.
Entre 2011 y 2015, también hubo una lista de pistas de SoundCloud proporcionada por 8tracks para que los DJ las agregaran a su mezcla.
En abril de 2013, 8tracks hizo su debut en la App Store de Windows 8. Cualquier dispositivo con Windows 8 Pro o RT, incluidas computadoras de escritorio y tabletas, pudo acceder a la aplicación.
A principios de 2016, se solicitó a 8tracks que dejara de ofrecer música en streaming a través de su aplicación fuera de Estados Unidos y Canadá y, en su lugar, comenzó a utilizar vídeos de YouTube.
Si bien inicialmente, 8tracks no presentaba interrupción comercial durante las listas de reproducción, las adoptaron en 2018 para eliminar su límite de escucha. Los usuarios pudieron evitar estos anuncios comprando un servicio de suscripción, 8tracks plus. El coste era de 25 dólares por una suscripción de seis meses.
El 26 de diciembre de 2019, 8tracks anunció en una publicación de blog que tenían la intención de cesar sus operaciones a finales de año debido a la falta de ingresos y la falta de interés en su compra por parte de cualquier empresa más grande. En ese momento, había menos de 1 millón de usuarios mensuales, en comparación con más de 8 millones en 2014. Sin embargo, el 19 de abril de 2020, 8tracks se relanzó bajo la nueva propiedad y operación de BackBeat Inc.

## Uso del sitio web y la aplicación
Los oyentes pudieron buscar en listas de reproducción de canciones existentes y crear sus propias listas de reproducción. Las canciones de la lista de reproducción se revelaron una a la vez, y los oyentes podían saltarse tres canciones por lista de reproducción antes de poder "saltar" a una mezcla diferente, donde se restauraban los tres saltos. Las canciones individuales dentro de una lista de reproducción presentaban cada una un enlace directo a iTunes en caso de que el usuario deseara comprar esa canción. Los usuarios podían dar "me gusta" a mezclas completas o "protagonizar" pistas individuales dentro de ellas para facilitar el acceso rápido en el futuro y también podían "seguir" a otros usuarios, suscribiéndose efectivamente a las mezclas que crearon. Los usuarios también pueden insertar las mezclas que crearon y compartirlas a través de sitios de redes sociales como Facebook, Twitter y Tumblr. 8tracks también podría realizar sincronización inversa con estos sitios de redes sociales para permitir a los usuarios encontrar fácilmente a sus "amigos" y ampliar su red.
Cualquiera puede subir una lista de reproducción para convertirse en "DJ" en 8tracks. Las mezclas debían incluir al menos ocho canciones, cargadas desde la biblioteca de música del usuario o accedidas directamente desde la biblioteca de 8tracks. Al crear una lista de reproducción, el sitio también requiere que los usuarios agreguen títulos, imágenes, descripciones y al menos dos etiquetas. Cuando un DJ subía canciones al sitio, aparecían en una lista junto al lugar donde se crea la mezcla. Los usuarios buscaban mezclas por artista individual, género específico o utilizando la función "nube" que clasifica las mezclas por etiquetas (es decir, "otoño", "amor", "triste", "ecléctico"). Los DJ también tenían la opción de marcar las mezclas como no listadas, lo que las hacía privadas o inseguras para el trabajo (NSFW), lo que las ocultaba de los usuarios que optaban por un filtro.
8tracks tenía una aplicación oficial para Android, iPhone, Windows 8.x, Xbox 360, Mac y varias aplicaciones de terceros no oficiales. 
Mix Feed brindó a los usuarios una transmisión de todas sus pistas favoritas, les permitió buscar cualquier artista de interés o encontrar mezclas que las incluyan.
La pila de desarrollo de 8tracks se creó utilizando Ruby on Rails ejecutándose en Amazon AWS. Para los almacenes de datos, se utilizó MySQL (en Amazon RDS). Otros sistemas de bases de datos utilizados incluyen: Redis, Solr, MongoDB y Graphite. 8tracks también permitió que otros desarrolladores lo usaran y organizó un foro para permitirles hacer preguntas al personal.
Al solicitar una etiqueta de artista única, los artistas pudieron promocionar su música en 8tracks con una cuenta especial. Podrían crear mezclas con una combinación de música propia y de otros o publicar álbumes completos a través de una cuenta de propietario de contenido. Al utilizar 8tracks para promocionar su música, los fans podrían interactuar con los artistas. Los artistas notables que utilizaron 8tracks para promocionar su música incluyen: Metric, Bassnectar, Carolina Liar y BoB.

## Asociaciones y conexiones corporativas
8tracks intentó alcanzar rentabilidad asociándose con marcas que buscaban abrir canales de comunicación con consumidores potenciales a través de campañas de "marketing interactivo centrado en la música". Por ejemplo, la tienda/comunidad de ropa Threadless se asoció con 8tracks para organizar un concurso mensual en el que el equipo del almacén de Threadless juzga las listas de reproducción y el curador de su mezcla favorita gana un certificado de regalo de 50 dólares. Para promocionar sus nuevos auriculares Piiq retro, Sony organizó un concurso junto con el sitio web de moda Lookbook donde los usuarios crearon mezclas representativas de "A Day in the Life (of You)" y aquellos con más "me gusta" ganaron premios relacionados con la moda y la música. Rolling Stone también agregó un elemento interactivo al lanzamiento de su "Playlist Issue" anual al compilar listas de reproducción seleccionadas por celebridades y artistas de géneros específicos que se alojaron a través de la página de usuario 8tracks de la revista y también se integraron en el sitio web de Rolling Stone. Este enfoque de medios integrados permitió significativamente que música que de otro modo estaría fuertemente protegida por derechos de autor se transmitiera legalmente. Los curadores notables incluyeron a Tom Petty, Elton John, Art Garfunkel, Chris Martin de Coldplay y Lars Ulrich de Metallica. Finalmente, la cadena hotelera de California Joie de Vivre y sus socios ofrecieron una variedad de premios a los DJ que publicaron y generaron la mayor cantidad de Me gusta en mezclas impulsadas por el tema "California road trip" con el fin de impulsar el conocimiento de la marca durante la temporada alta de viajes de verano.
8tracks se asoció con Feature.fm para ofrecer a los artistas la posibilidad de reproducir sus canciones como "pistas patrocinadas" para personas que escuchan listas de reproducción del estilo musical del artista.
8tracks pagó regalías a SoundExchange y, en última instancia, su presión para recuperar regalías llevó al cierre en 2019.
 